# جربارة لبدية
جربارة لبدية (الاسم العلمي:Gerbera tomentosa) هي نوع من النباتات تتبع جنس الجربارة من الفصيلة النجمية.